# Texas A&M-Kingsville Javelinas
Los Texas A&M-Kingsville Javelinas es el equipo deportivo universitario que representa a la Universidad de Texas A&M-Kingsville (TAMUK) ubicada en la ciudad de Kingsville, Texas en la NCAA Division II como miembro de la Lone Star Conference con 13 secciones deportivas.

## Historia
Desde el establecimiento de la universidad como "South Texas State Teachers College" en 1925, han contado con un equipo deportivo. Ese mismo año, los estudiantes escogieron como mascota a la "javelina" (jabalí) – la única institución de colegio o universidad en el mundo que lo ha hecho.
Antes incorrectamente era considerado como un simple cerdo salvaje, pero en la actualidad el jabalí es considerada una criatura feroz que lo hacen más parecido al coyote que a un cerdo. Al ser provocado, el jabalí ataca de manera agresiva y constante, como lo demostró el primer presidente de la universidad, el Dr. Robert Cousins, cuando hizo el descubrimiento en 1929. Luego de ser atacado por uno de los tres jabalíes que tenía la universidad, el Dr. Cousins inició el proceso para que la mascota fuera un símbolo que caracterizara a los estudiantes de la universidad.
Para esos años la universidad tuvo su primer cambio de nombre (a "Texas College of Arts and Industries") en 1929, la universidad participó en varios deportes, incluyendo fútbol americano, béisbol, baloncesto y atletismo.

## Deportes
| - Masculino - Béisbol - Baloncesto - Cross country - Fútbol americano - Atletismo | - Femenino - Baloncesto - Voleibol de playa - Cross country - Golf - Softbol - Tenis - Atletismo - Voleibol |

### Fútbol Americano

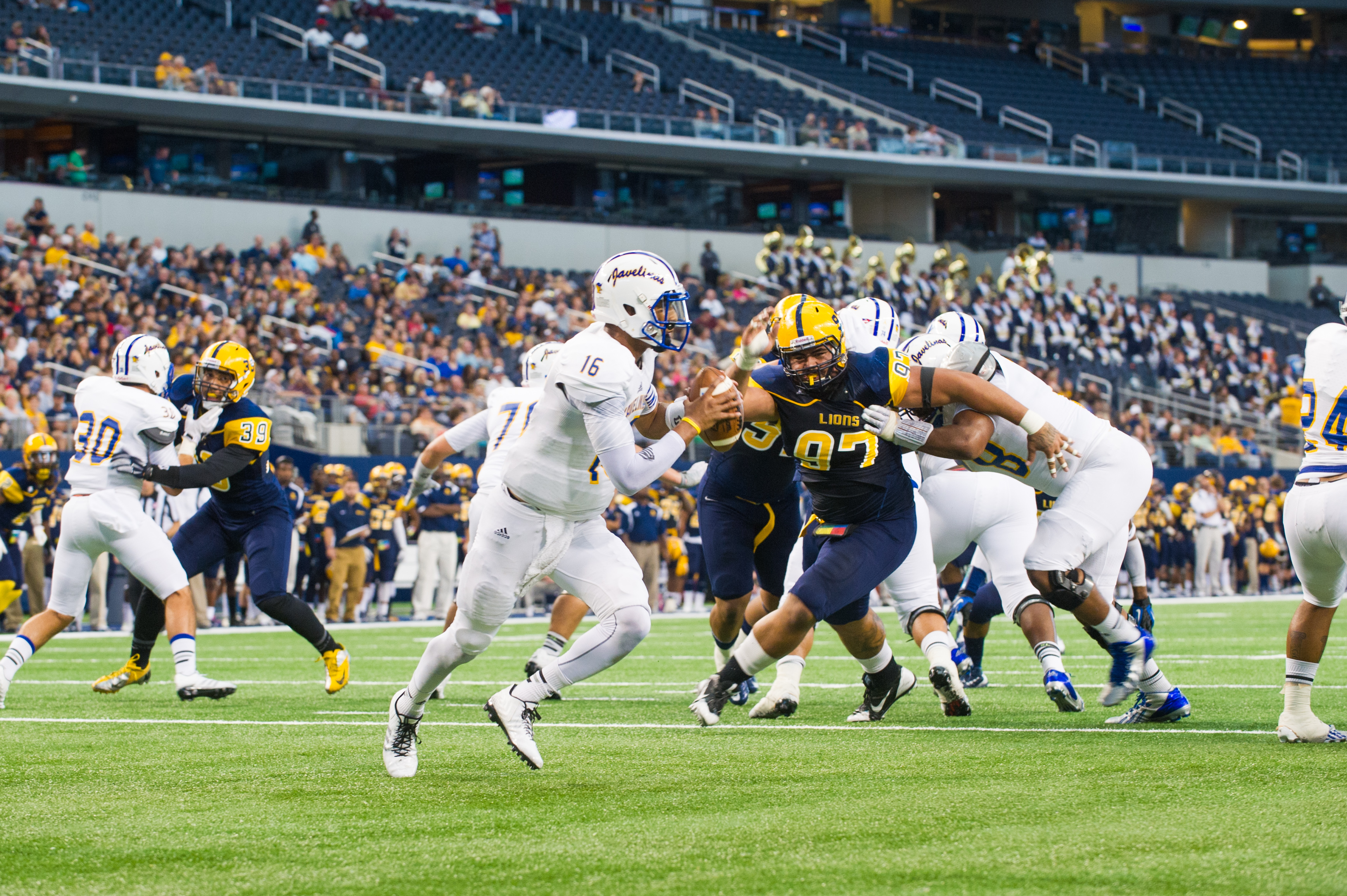
Los Javelinas contra los Texas A&M–Commerce Lions en 2014

Desde la creación de la universidad en 1925, el fútbol americano es el deporte más popular. A inicios de 1929, la universidad se unió a la original Texas Intercollegiate Athletic Association (TIAA). Cuando la TIAA desapareció, los "Fighting Javelinas" ganaron dos campeonatos. Después, la universidad jugó de manera independiente por varios años. En ese tiempo los Javelinas enfrentaron a Texas A&M en el Kyle Field en College Station. Los Javelinas iban ganando hasta que los Aggies empataron a 14 a tres minutos del final. El partido terminó empatado. Sin embargo, los Javelinas demostraron que podían enfrentar a rivales en teoría más fuertes. Más adelante el equipo fue conocido como "el pequeño equipo duro de la nación."
En 1934 la universidad se unió a la Lone Star Conference a modo de prueba. En 1935 se unen a la Alamo Conference. Para 1937 los Javelinas ganan su primera Alamo Conference junto a St. Mary's. Al año siguiente los Javelinas ganan su primer Alamo Conference en solitario.
Para 1954 A&I entró oficialmente a la Lone Star Conference (LSC). Para 1959 los Javelinas ganan su primer LSC championships. Desde entonces, el equipo ha sido uno de los más fuertes de la conferencia con 27 títulos. En esos años en la LSC fue miembro de la National Association of Intercollegiate Athletics (NAIA), los Javelinas llegaron a siete campeonatos nacionales. En los años 1970 los Javelinas ganaron cinco campeonatos nacionales de la NAIA y permanecieron invictos de 1973 hasta el tercer partido de 1977.
Luego de que la LSC pasara a la NCAA Division II en 1980, los Javelinas permanecieron en la conferencia, con éxito regional y nacional. Justo el año previo a que la universidad cambiara de nombre por el de Texas A&M University-Kingsville, los Javelinas en 1994 llegaron a la final del NCAA Division II National Football Championship, en donde perdieron ante North Alabama Lions 10–16. Cuando el NCAA D2 national championship era elusivo para el equipo, los Javelinas se mantenían en los primeros lugares de la liga.
El éxito de los Javelinas hicieron que escritores y buscadores de jugadores lo describieran como una "fábrica de fútbol americano". Más de 150 jugadores de los Javelinas pasaron a nivel profesional, y más de 50 fueron elecciones en el NFL draft – más que otra universidad de la NAIA o NCAA Division II. Como resultado, muchos atletas escogen jugar en Texas A&M University-Kingsville simplemente para brillar a escala nacional.

### Béisbol y softbol

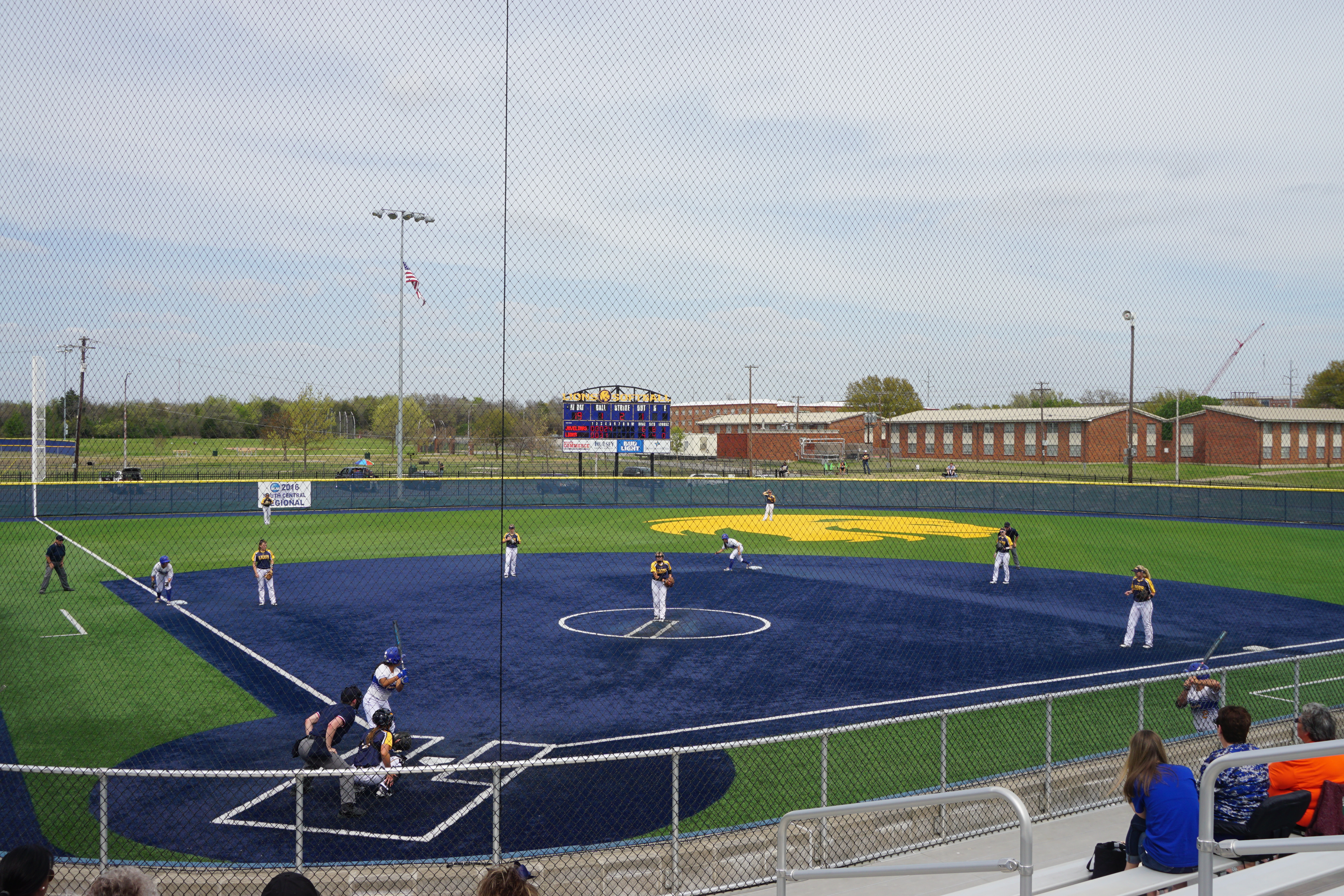
Las Javelinas en softbol ante Texas A&M–Commerce en 2018

La sección de Béisbol inició actividades en 1926. Se convirtió en un equipo popular entre los estudiantes, la facultad y la administración. Desafortunadamente, la gran distnacia entre las universidades y los pocos equipos con sección de béisbol hacía que mantener al equipo fuera bastante costoso. Más tarde, la universidad descontinuó el programa en 1930.
En 1990 el director atlético y entrenador del equipo de fútbol americano de los Javelina Ron Harms anunció que la universidad volvería a establecer la sección de béisbol luego de 60 años. En 1992 el pitcher Nolan Ryan y un ranchero local llamado Frank Horlock consiguieron fondos para crear un estadio de béisbol en el campus. A año siguiente, Ryan and Horlock junto con el entrenador legendario de la NFL Bum Phillips, el actor Larry Hagman y otras celebriadades hicieron una gala en la que fueron 350 personas para recaudar los fondos para crear el estadio.
En 1993, los Javelinas ahora como Texas A&M University-Kingsville iniciaron su competencia contra otros equipos de la LSC en la NCAA Division II. Al año siguiente, al estadio de 4000 espectadores lo bautizaron como Nolan Ryan Field en honor al lanzador legendario de Texas que hizo los esfuerzos para construir el estadio.
Adicionalmente, Texas A&M University-Kingsville creó un equipo de softbol en 1993. Tras cuatro años, el deporte se hizo popular para que pudieran contar con su propio estadio. En 1997 las Lady Javelinas inauguraron su estadio ante las Incarnate Word Cardinals. Para 2001, el equipo registró récords de asistencia a los partidos de softbol en la NCAA Division II.
Desde entonces, ambos programas han tenido bastante éxito. Ambos equipos han ganado bastante exposición en la NCAA Division II a nivel regional y nacional.

## Campeonatos
Los Javelinas tienen una larga historia de éxito a nivel regional y national. Además de ser uno de los equipos más completos en la NAIA y la NCAA Division II, la universidad ha tenido varios títulos a nivel general.

### Nacional
La sección de fútbol americano ganó el título de la NAIA en sirte ocasiones: 1979, 1976, 1975, 1974, 1970, 1969 y 1959. Fue finalista de la NCAA Division II en 1994.

### Conferencia

#### Fútbol americano
El equipo ha ganado el título de conferencia en 34 ocasiones: 1931, 1932, 1938, 1939, 1941, 1951, 1952, 1959, 1960, 1962, 1967–70, 1974–77, 1979, 1985, 1987–89, 1992–97, 2001–04 y 2009.

#### Béisbol
Desde el regreso del béisbol a Texas A&M University-Kingsville en 1993, el equipo ha ganado cuatro campeonatos de la LSC: 1995, 1998, 2004, 2008, 2014y 2015. También logró clasificar al NCAA Division II College World Series en 2018.

### Divisional
Desde la creación de la división sur de la LSC en 1997, la sección de fútbol americano ha ganado siete títulos divisionales: 1997, 1998, 2001, 2002, 2003, 2004 y 2009.

### Torneos

#### Softbol
Ha tenido cuatro apariciones en la NCAA Division II championship: 2003, 2004, 2007 y 2019.

#### Baloncesto

##### Masculino

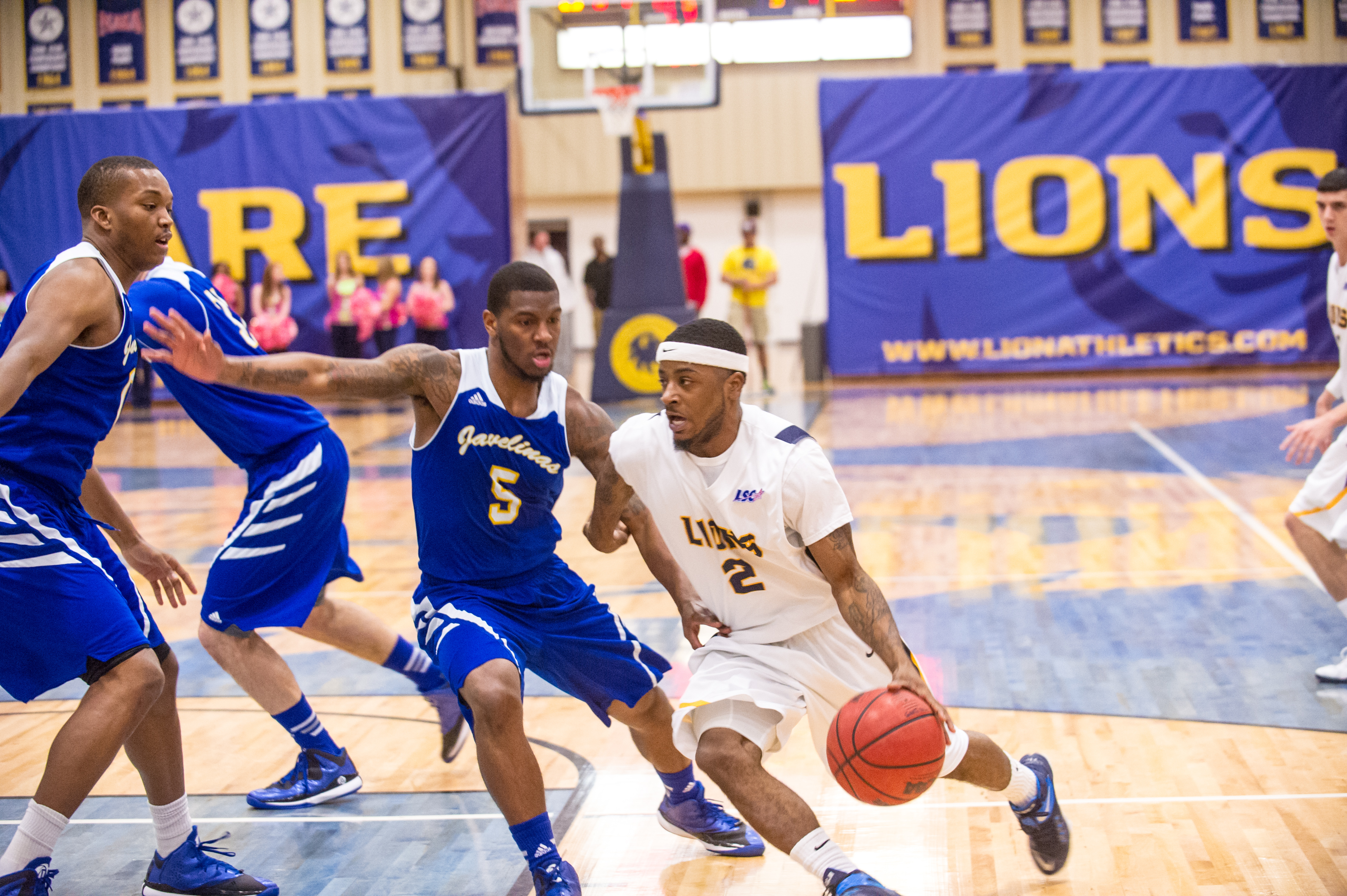
Los Javelinas en baloncesto ante Texas A&M–Commerce en 2015

Ha clasificado en cuatro ocasiones al NCAA Division II championship: 2009, 2004, 1996 y 1992.

##### Femenino

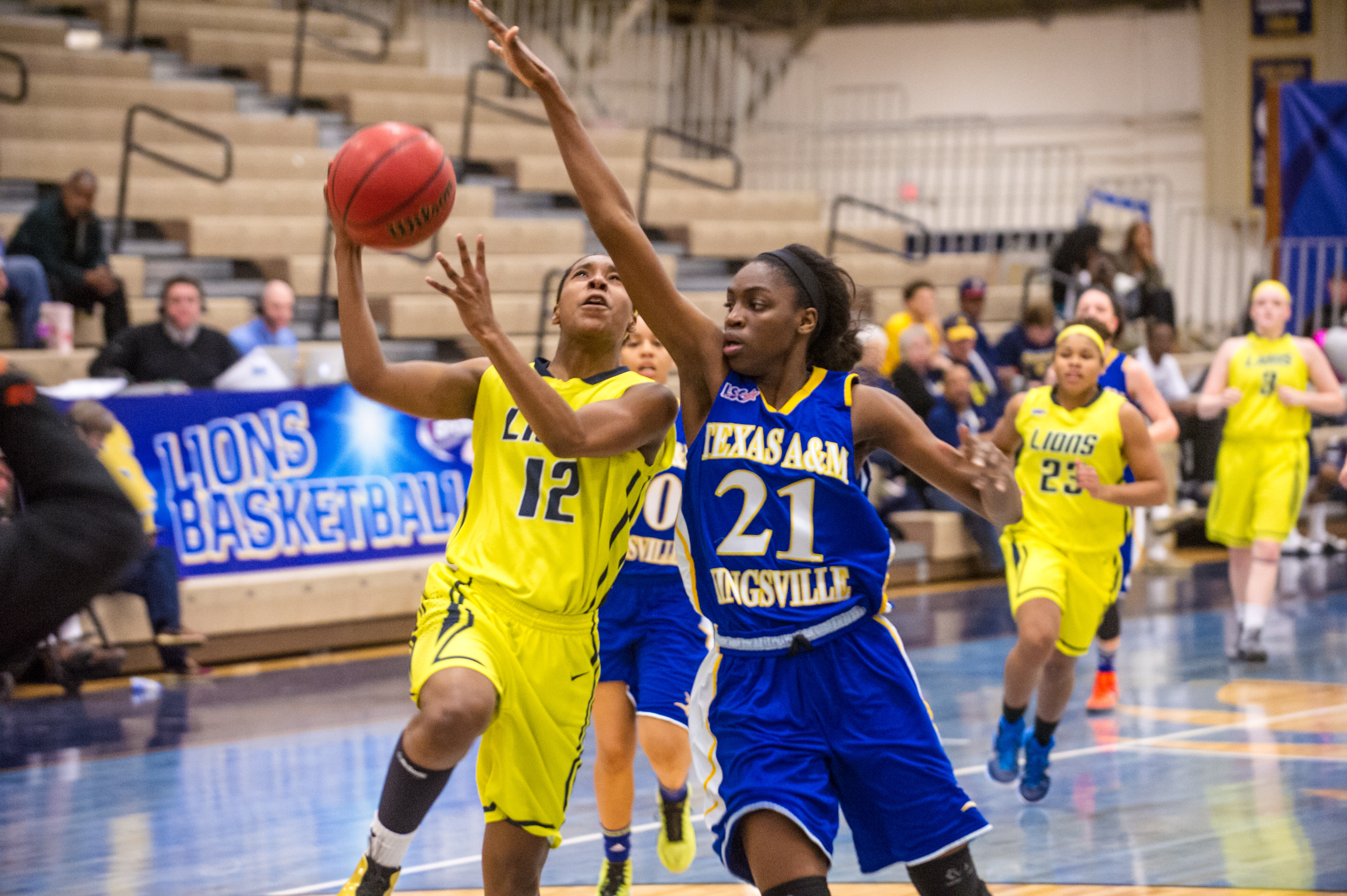
Las Lady Javelinas de baloncesto ante Texas A&M–Commerce Lions en 2015

Han participado en tres ocasiones en el torneo de la NCAA Division II: 2001, 2000 y 1983. En 2001, the Lady Javelinas avanzaron hasta el NCAA Elite 8.

#### Atletismo

##### Masculino
Fue campeón nacional de la NCAA Division II en 2018. 
Ganó el IBC Bank Cactus Cup en 2010.

## Rivalidades

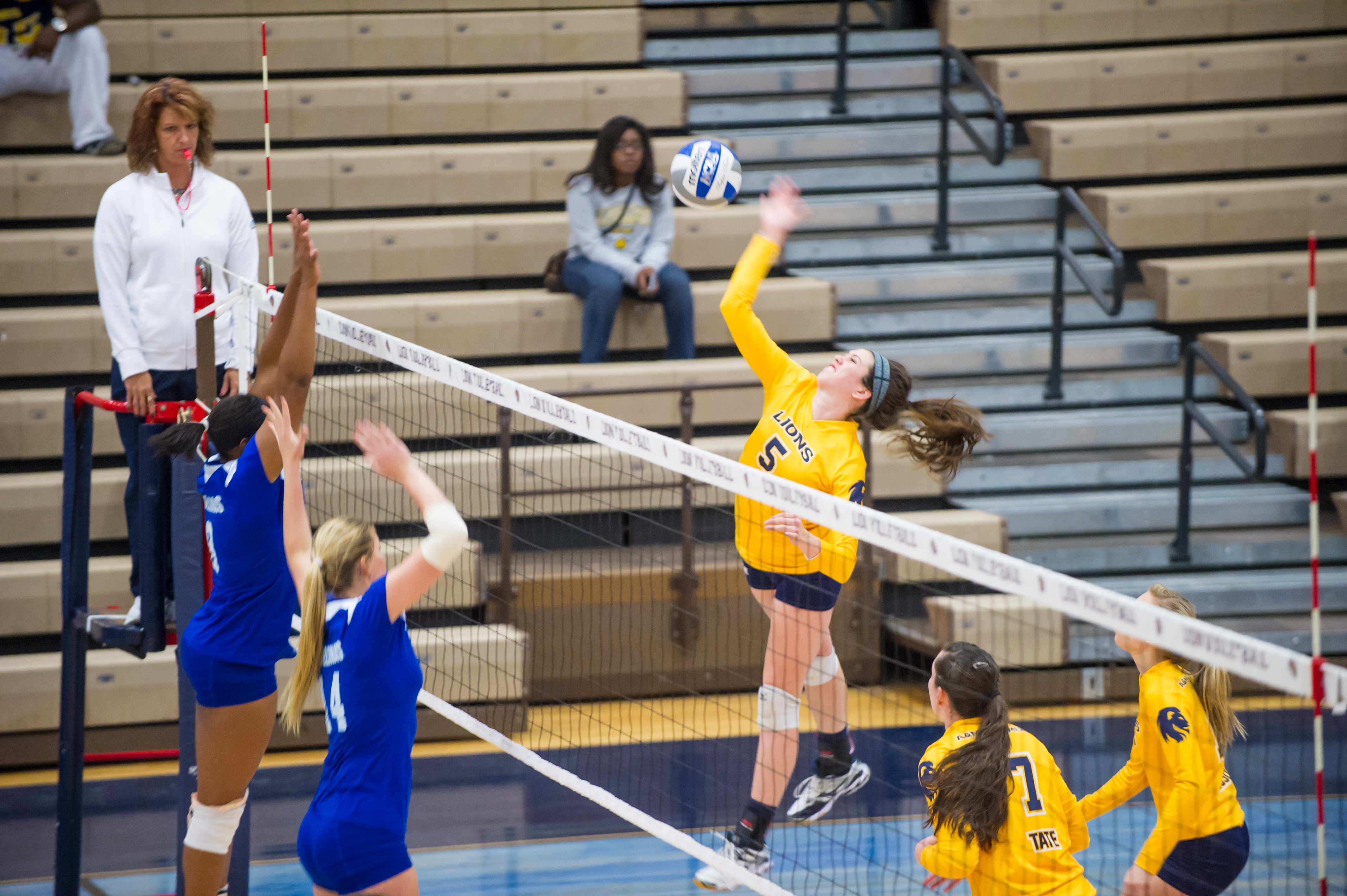
Las Lady Javelinas el voleibol ante Texas A&M–Commerce Lions en 2014

Como un campeón recurrente en la LSC y a nivel regional y nacional en los deportes, los Javelinas de Texas A&M University-Kingsville tienen varias rivalidades:
- Texas A&M-Commerce Lions
- Tarleton State Texans
- Central Oklahoma Bronchos
- Abilene Christian Wildcats
- West Texas A&M Buffaloes
- North Alabama Lions
- UC Davis Aggies
- Northwest Missouri State Bearcats

## Alumnos destacados

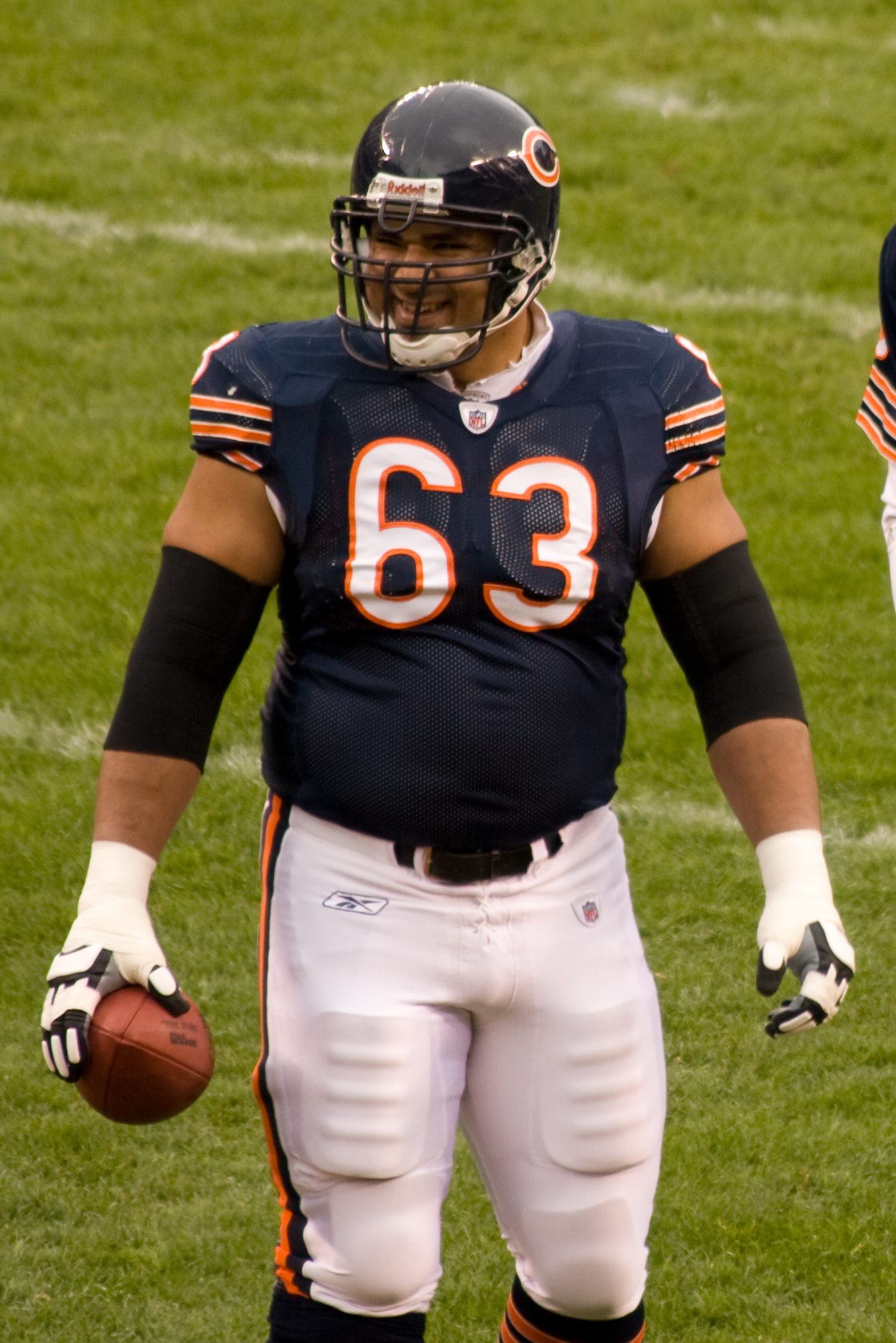
Roberto Garza

- Stu Clarkson, NFL linebacker de los Chicago Bears, Texas A&M - Kingsville Football Hall of Fame
- Juan Castillo entrenador en la NFL, coordinador defensivo de Philadelphia Eagles
- Roberto Garza, NFL lineman de Chicago Bears
- Darrell Green, Pro Football Hall of Famer, cornerback retirado
- Al Harris, NFL cornerback de Green Bay Packers
- Jim Hill, jugó en la NFL player para Green Bay Packers y San Diego Chargers, comentarista deportivo para KCBS-TV en Los Ángeles
- Jermane Mayberry, NFL guard de New Orleans Saints
- John Randle, jugó en la NFL, Hall of Fame defensive tackle
- Heath Sherman, jugó en la NFL running back de Philadelphia Eagles
- Gil Steinke, NFL defensive back de Philadelphia Eagles, entrenador de los Javelinas varios años. Texas Sports Hall of Fame
- Gene Upshaw, Pro Football Hall of Famer, fue director ejecutivo de la National Football League Players Association
- Johnny Bailey, fue running back en la NFL
- Randy Johnson, el primer quarterback en la historia de los Atlanta Falcons
- Martin Patton, jugó en la CFL de running back
- Eva Longoria, (Miss Corpus Christi USA en 1998), (actriz) Desperate Housewives, nacida en Corpus Christi, Texas
- Giles Cole, NFL tight end de Minnesota Vikings como selección del draft de 2000 y NFLPA Certified sports agent